# 科洛尼亞 (墨西哥)
科洛尼亞（西班牙語：Colonia；西班牙語發音：[koˈlonja] ) 是墨西哥城市中的社區，這個詞的字面意思是「殖民地」。通常，每個科洛尼亞都會有一個特定的郵政編碼，類似臺灣的村里、中國的街道和菲律賓的描籠涯。在寫墨西哥大城市地區的地址時，必須指定科洛尼亞的名稱。
儘管墨西哥城市大部分的社區都稱為科洛尼亞，但因為墨西哥市政府於2011年推動的「神奇社區」計畫，墨西哥市部份的科洛尼亞被稱為Barrio（意為社區）。